# ベイスターズくらぶ
ベイスターズくらぶ (BAYSTARS CLUB) は、テレビ神奈川（TVKテレビ→tvk）で放送されている横浜ベイスターズの応援番組である。
プロ野球の毎シーズンオフに、週に1度、21:00-21:30の30分間放送される。
2003年オフは『ウィークリーベイスターズニュース』、2004年オフは『イイネ！ベイスターズ』のタイトルだったが、2005年オフより『ベイスターズくらぶ』に戻った。
2008年以降はオフ期のベイスターズ関連番組は放送されなかったが、2010年オフ（2011年2月から3月）に『ベイスターズなう』のタイトルで放送された。

## 番組内容
シーズンオフに行われるファン感謝デーやトークショーなどの球団イベントや選手の自主トレの模様を、春季キャンプが始まるまでの1月までの期間はスタジオに選手を呼んで特集を組み放送する。
また秋季キャンプ、春季キャンプの期間は沖縄に取材に行きキャンプの模様を放送する。
開幕直前の最終回は毎年、やくみつる（この番組では「はた山ハッチ」名義）、山崎まさやといった横浜ファンの有名人がスタジオに登場し、司会の盛田幸妃らと共にそのシーズンの順位予想を展開する。
新外国人の入団が発表されると、選手写真が未入手との理由をつけ、盛田幸妃が「盛田画伯」となり、選手の情報がほとんどない中、想像でイラストを描くことが恒例である。

## 司会者
- 盛田幸妃（野球解説者）： -2007年オフ
- 佐藤亜樹（tvkアナウンサー）： -2007年オフ、2010年オフ
- 富樫吉樹（tvkアナウンサー）
- 野中美里（元tvkアナウンサー、フリーアナウンサー）
- 吉井祥博（tvkアナウンサー）
- 長澤百代（初代球団オフィシャルリポーター、鈴木尚典夫人）
- 涼香こずえ（フリーアナウンサー、リポーター）
- 栗原治久（ラジオ・クラブDJ、横浜スタジアム・スタジアムDJ）
- 大矢陽子（2代目球団オフィシャルリポーター、大矢明彦の次女）

## 各シーズン
2003年オフ
『ウィークリーベイスターズニュース』(Weekly BayStars NEWS)のタイトルで2004年3月31日終了。毎週水曜21:00-21:30放送。
司会は栗原治久、インフォメーション担当に涼香こずえ。またゲストコメンテーターとして斉藤明夫、駒田徳広、大矢明彦らの解説者が週替わりで登場。
2004年オフ
『イイネ！ベイスターズ』のタイトル。
タイトルは、2004年に横浜の新応援歌『BE A HERO』（CRAZY KEN BAND featuring 小野瀬雅生）を発表したクレイジーケンバンドの横山剣の決め台詞「イイネ！」から拝借された。
2005年オフ
『ベイスターズくらぶ』のタイトルで2006年3月28日終了。毎週火曜21:00-21:30放送。このシーズンから司会が盛田幸妃、佐藤亜樹に。
最終回には、はた山ハッチ、山崎まさやがゲスト出演。
2006年オフ
『ベイスターズくらぶ』のタイトル。毎週火曜21:00-21:30放送。司会は盛田幸妃、佐藤亜樹。
2007年オフ
『ベイスターズくらぶ』のタイトルで2007年11月7日開始、2008年3月26日終了。毎週水曜21:00-21:30放送。司会は盛田幸妃、佐藤亜樹。
新メンバーとして、アニメキャラクターの「流星くん」が登場。生年月日は、横浜が日本一に輝いた、1998年10月2*日。血液型は横浜ベイスターズの略号からYB型。ジョン・ターニー、田代ラーメンを好み、カラオケの十八番は『BE A HERO』。
最終回には、山崎まさや、吉岡さちこ（3代目球団オフィシャルリポーター）がゲスト出演。
2008年オフ・2009年オフ
放送せず。
2010年オフ
『ベイスターズなう』のタイトルで2011年2月6日開始、3月20日終了。毎週日曜18:10-18:25放送。司会は佐藤亜樹。